# Coppa Italia 2004-2005 (hockey in-line)
La Coppa Italia 2004-2005 è stata la 6ª edizione della principale coppa nazionale italiana di hockey in-line. È stata disputata dal 27 novembre 2004 al 6 gennaio 2005. 
Il Milano 17 RAMS si è aggiudicato il trofeo per la prima volta nella sua storia sconfiggendo in finale l'Asiago Vipers.

## Partite

### Prima fase a gironi

#### Girone A
Il girone A fu disputato dal 27 al 28 novembre 2004 a Spinea.
| Squadra          | Pt | G | V | N | P | GF | GS | DG  |
| ---------------- | -- | - | - | - | - | -- | -- | --- |
| Asiago Vipers    | 9  | 3 | 3 | 0 | 0 | 19 | 6  | +13 |
| Milano 17 RAMS   | 6  | 3 | 2 | 0 | 1 | 14 | 12 | +2  |
| Islanders Spinea | 3  | 3 | 1 | 0 | 2 | 10 | 11 | -1  |
| Wild Boys Noto   | 0  | 3 | 0 | 0 | 3 | 11 | 25 | -14 |

#### Girone B
Il girone B fu disputato dal 27 al 28 novembre 2004 a Vicenza.
| Squadra          | Pt | G | V | N | P | GF | GS | DG  |
| ---------------- | -- | - | - | - | - | -- | -- | --- |
| Lions Arezzo     | 9  | 3 | 3 | 0 | 0 | 25 | 15 | +10 |
| All Blacks Monza | 6  | 3 | 2 | 0 | 1 | 20 | 16 | +4  |
| Diavoli Vicenza  | 1  | 3 | 0 | 1 | 2 | 14 | 20 | -6  |
| Polet Trieste    | 1  | 3 | 0 | 1 | 2 | 16 | 24 | -8  |

#### Girone C
Il girone C fu disputato dal 27 al 28 novembre 2004 a Ferrara.
| Squadra                 | Pt | G | V | N | P | GF | GS | DG |
| ----------------------- | -- | - | - | - | - | -- | -- | -- |
| Genius Milazzo          | 9  | 3 | 3 | 0 | 0 | 19 | 13 | +6 |
| Rhegium Reggio Calabria | 6  | 3 | 2 | 0 | 1 | 15 | 12 | +3 |
| Ghosts Padova           | 1  | 3 | 0 | 1 | 2 | 14 | 17 | -3 |
| Pattinatori Estensi     | 1  | 3 | 0 | 1 | 2 | 15 | 21 | -6 |

#### Girone D
Il girone D fu disputato dal 27 al 28 novembre 2004 a Forlì.
| Squadra        | Pt | G | V | N | P | GF | GS | DG |
| -------------- | -- | - | - | - | - | -- | -- | -- |
| Libertas Forlì | 9  | 3 | 3 | 0 | 0 | 16 | 9  | +7 |
| Versilia       | 4  | 3 | 1 | 1 | 1 | 11 | 10 | +1 |
| Draghi Torino  | 3  | 3 | 1 | 0 | 2 | 12 | 16 | -4 |
| Cittadella     | 1  | 3 | 0 | 1 | 2 | 9  | 13 | -4 |

### Seconda fase a gironi

#### Girone A
Il girone A fu disputato dal 4 al 5 dicembre 2004 a Vicenza.
| Squadra                 | Pt | G | V | N | P | GF | GS | DG  |
| ----------------------- | -- | - | - | - | - | -- | -- | --- |
| Asiago Vipers           | 9  | 3 | 3 | 0 | 0 | 23 | 6  | +17 |
| Libertas Forlì          | 6  | 3 | 2 | 0 | 1 | 14 | 8  | +6  |
| All Blacks Monza        | 3  | 3 | 1 | 0 | 2 | 14 | 18 | -4  |
| Rhegium Reggio Calabria | 0  | 3 | 0 | 0 | 3 | 7  | 26 | -19 |

#### Girone B
Il girone B fu disputato dal 4 al 5 dicembre 2004 a Forte dei Marmi.
| Squadra        | Pt | G | V | N | P | GF | GS | DG  |
| -------------- | -- | - | - | - | - | -- | -- | --- |
| Milano 17 RAMS | 9  | 3 | 3 | 0 | 0 | 21 | 7  | +14 |
| Lions Arezzo   | 6  | 3 | 2 | 0 | 1 | 16 | 11 | +5  |
| Versilia       | 3  | 3 | 1 | 0 | 2 | 11 | 17 | -6  |
| Genius Milazzo | 0  | 3 | 0 | 0 | 3 | 12 | 25 | -13 |

### Finale
| Squadra 1      | Risultato | Squadra 2      |
| -------------- | --------- | -------------- |
| 6 gennaio 2005 |           |                |
| Asiago Vipers  | 2 - 4     | Milano 17 RAMS |